# صيفرية زعفرانية
صيفرية زعفرانية (الاسم العلمي: Flavobacterium croceum) هي نوع من البكتيريا، سلبية الغرام، تتبع جنس صيفرية.